# 4125 Lew Allen
4125 Lew Allen (1987 MO) là một tiểu hành tinh vành đai chính bên trong được phát hiện ngày 28 tháng 6 năm 1987 bởi Eleanor F. Helin ở Palomar.